# Test de rezistență la distrugere
„Test de rezistență la distrugere” (în engleză „Test to Destruction”) este o povestire științifico-fantastică din 1967 scrisă de Keith Laumer. A apărut prima dată în 1967 în volumul Viziuni periculoase (în engleză Dangerous Visions) editat de Harlan Ellison. Povestirea a apărut și în A Plague of Demons and Other Stories, o antologie postumă a lui Laumer editată de Eric Flint și publicată în 2003. În limba română volumul și povestirea au apărut la Editura Trei, în anul 2013.

## Prezentare
Conducătorul unei revolte este interogat într-un scaun-dispozitiv de tortură mentală. O probă extraterestră de sondare a minții îl consideră ca fiind cea mai puternică emisie mentală de pe planetă. Extratereștrii încearcă să-l testeze la distrugere.

## Legături externe
- en  Istoria publicării lucrării Test de rezistență la distrugere la Internet Speculative Fiction Database

## Vezi și
- 1967 în științifico-fantastic